# Steven Van Vooren
Steven Van Vooren, né le 5 octobre 1986 à Gand, est un coureur cycliste belge.

## Palmarès et résultats

### Palmarès par année
- 2004
  - 2e du Tour des Flandres juniors
- 2006
  - 3e de l'Omloop van de Grensstreek
- 2007
  - Circuit Jean Bart
  - 3e du Grand Prix Etienne De Wilde
  - 3e du Mémorial Danny Jonckheere
- 2008
  - 4e étape du Tour de la Manche
  - 1rea étape du Tour de Pennsylvanie
  - Prologue et 2e étape du Tour de la province d'Anvers
  - 2e de l'Internatie Reningelst
  - 3e du Grote Prijs Dr. Eugeen Roggeman
  - 3e du Challenge de Hesbaye
  - 3e du Tour de la province d'Anvers
- 2009
  - Puivelde Koerse
  - Classement général de la Ronde de l'Oise
- 2012
  - 3e de l'Oost-Vlaamse Sluitingsprijs

### Classements mondiaux
| Année            | 2007 | 2008 | 2009 | 2010 | 2011 | 2012 |
| ---------------- | ---- | ---- | ---- | ---- | ---- | ---- |
| UCI America Tour |      | 122e |      |      |      |      |
| UCI Europe Tour  | 956e |      | 192e | 453e |      | 856e |